# Långsandsörarna
Långsandsörarna este o arie protejată (arie specială de conservare — SAC, sit de importanță comunitară — SCI) din Suedia întinsă pe o suprafață de 279,1 ha, integral pe uscat.

## Localizare
Centrul sitului Långsandsörarna este situat la coordonatele 60°39′16″N 17°32′56″E / 60.6545°N 17.549°E.

## Înființare
Situl Långsandsörarna a fost declarat sit de importanță comunitară în iulie 2000 pentru a proteja un număr necunoscut de specii din flora spontană și fauna sălbatică aflate în arealul zonei. Situl a fost protejat și ca arie specială de conservare în martie 2011.

## Biodiversitate
Situată în ecoregiunile boreală și marină baltică, aria protejată conține 19 habitate naturale: Taiga vestică, Dune mobile cu vegetație embrionară, Lagune de coastă, Insulițe și insule mici din Baltica boreală, Pășuni de coastă din Baltica boreală, Pajiști uscate seminaturale și facies de acoperire cu tufișuri pe substraturi calcaroase (Festuco-Brometalia) (* situri importante pentru orhidee), Vegetație perenă pe țărmurile stâncoase, Ape puternic oligomezotrofe cu vegetație bentonică cu Chara spp., Roci stâncoase cu vegetație pionieră de Sedo-Scleranthion sau Sedo albi-Veronicion dillenii, Păduri naturale în etape succesive primare ale suprafețelor emergente de coastă, Litoraluri nisipoase din Baltica boreală cu vegetație perenă, Terase mlăștinoase și terase nisipoase neacoperite de apă la reflux, Golfuri mici largi și golfuri puțin adânci, Păduri caducifoliate bătrâne naturale hemiboreale fino-scandinave (Quercus, Tilia, Acer, Fraxinus sau Ulmus) bogate în specii epifite, Dune împădurite din regiunile atlantică, continentală și boreală, Pajiști cu Molinia pe soluri calcaroase, turboase sau argilos-nămoloase (Molinion caeruleae), Pășuni din zone de pădure fino-scandinave, Mlaștini alcaline, Dune mobile de-a lungul țărmului cu Ammophila arenaria („dune albe”).
La baza desemnării sitului se află un număr nedeclarat de specii protejate.